# Kanton Seelmann
Der Kanton Seelmann war eine administrativ-territoriale Gebietskörperschaft der Wolgadeutschen Republik.

## Geschichte
Der Kanton wurde 1922 als Kanton Rownoje gegründet und im Jahr 1926 zu Kanton Seelmann umbenannt. Der Kanton wurde 1941 aufgelöst und die dort lebende russlanddeutsche Bevölkerung deportiert.

## Geographie
Der Kanton befand sich in der Wolgadeutschen Republik innerhalb der Russischen Sozialistischen Föderativen Sowjetrepublik. Diese war eine Unionsrepublik der Sowjetunion.
Der Kanton hatte eine Fläche von 1655,1 km². In dem Gebiet befanden sich 12 Dörfer.

## Bevölkerung
Der Kanton hatte zum 1. Januar 1941 ca. 30.500 Einwohner. 87,5 % der Einwohner waren Russlanddeutsche. 15.300 Einwohner des Kantons waren Männer und 15.200 Frauen. Der Kanton hatte eine Bevölkerungsdichte von 18,4 Einwohnern pro km².